# Taipei International Convention Center
Le Taipei International Convention Center (TICC) (chinois simplifié : 台北国际会议中心 ; chinois traditionnel : 臺北國際會議中心 ; pinyin : Táiběi Guójì Huìyì Zhōngxīn) est une structure multifonction pour congrès située dans la zone planifiée de Xinyi, Taipei, à Taïwan. Le centre des congrès fait partie intégrante du Taipei World Trade Center. À l'exception de la location pour des conférences et des expositions, le lieu est également utilisé pour organiser des concerts et des soirées de lancement. Le centre des congrès a ouvert ses portes en 1989.

## Structures
TICC se compose de 6 étages avec une superficie totale de 60 000 m2. Il se compose d'une salle plénière polyvalente, de salles de réunion de différentes tailles et d'une salle de banquet.

## Transport
Le centre des congrès est accessible depuis la station Taipei 101 – World Trade Center du métro de Taipei.